# Baño de sangre de Estocolmo

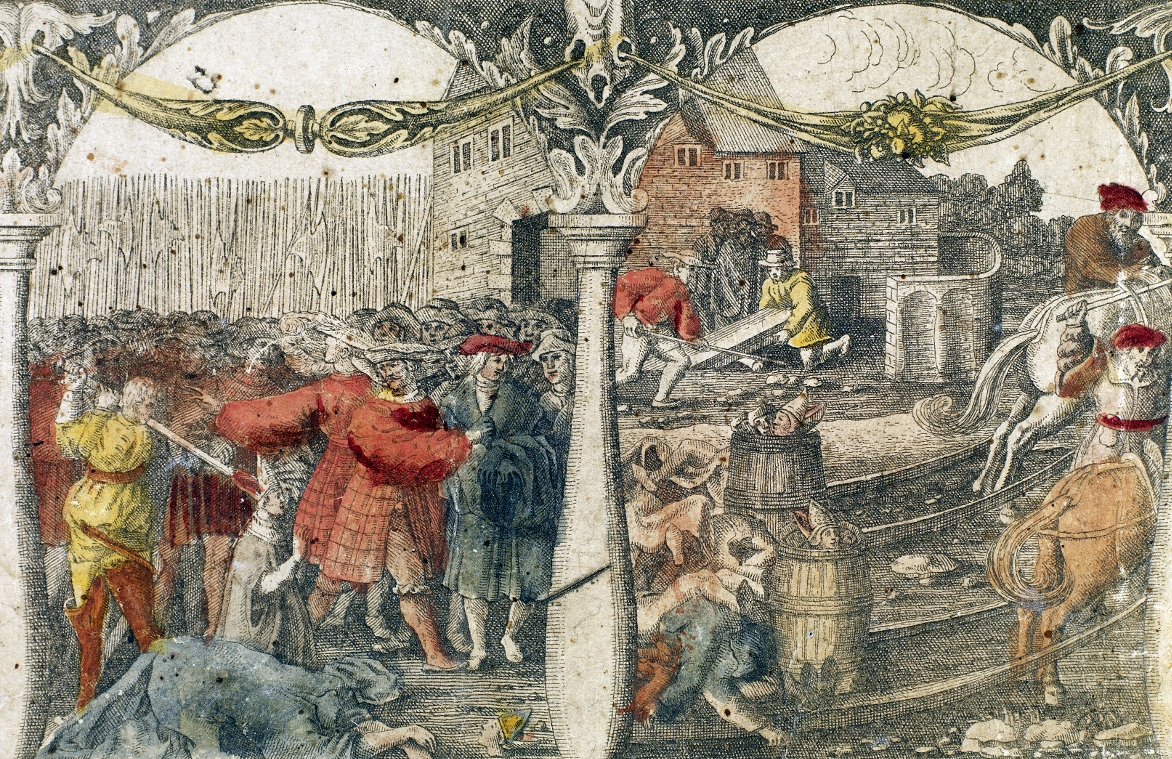
El baño de sangre de Estocolmo.

El baño de sangre de Estocolmo (en sueco: Stockholms blodbad; en danés: Det Stockholmske Blodbad) fue una masacre que siguió a la invasión de Suecia por las fuerzas danesas de Cristián II de Dinamarca. La matanza propiamente dicha es la serie de acontecimientos que se produjeron entre el 4 y el 10 de noviembre de 1520, con el punto culminante de la ejecución de un centenar de personas los días 7 y 8 de noviembre (principalmente de los miembros de la nobleza y el clero que apoyaban al regente Sten Sture el Joven), a pesar de la promesa de Cristián II de una amnistía. Estas ejecuciones se desarrollaron en Stortorget, la «plaza mayor» junto a la Catedral de San Nicolás de Gamla Stan, la ciudad vieja de Estocolmo.